# Лизингодатель
Лизингодатель — участник договора лизинга, который приобретает в собственность имущество и предоставляет его в качестве предмета лизинга лизингополучателю во временное владение.
В качестве лизингодателя часто выступают коммерческие банки, небанковские кредитные организации, лизинговые компании.

## Терминология
Лизингодатель может быть как юридическим, так и физическим лицом. Несмотря на это, термин «лизинговая компания» иногда используется в качестве синонима термину «лизингодатель».
Продавец имущества и лизингодатель могут быть одним и тем же лицом.
В англоязычных странах используется термин «lessor», который может также обозначать любого арендодателя (не только в рамках договора лизинга).

## Роль лизингодателя
Процесс взаимодействия лизингодателя с другими участниками договора лизинга выглядит следующим образом:
- лизингополучатель выбирает продавца, располагающего требуемым имуществом
- лизингодатель приобретает это имущество в собственность. Он приобретает имущество не для собственного использования, а специально для передачи его во временное пользование.
- лизингодатель передаёт имущество лизингополучателю во временное пользование за оговоренную плату[8]
- по окончании договора в зависимости от его условий имущество возвращается лизингодателю или переходит в собственность лизингополучателя[9].

Весь срок договора лизинга имущество остаётся собственностью лизингодателя. В случае неосуществления выплат в соответствии с определённым в договоре графиком лизинговых платежей лизингодатель имеет право изъять имущество у лизингополучателя. При банкротстве лизингополучателя первоочередное право выплат имеет именно лизингодатель.
Если лизингодатель вопреки условиям договора вмешался в выбор продавца или предмета лизинга, на него возлагается ответственность перед лизингополучателем за недоставку оборудования, за вред, причинённый жизни, здоровью граждан в процессе использования предмета лизинга, имуществу лизингополучателя и третьих лиц. Хотя из этой нормы есть исключения.
В случае реализации дорогостоящего проекта лизингодатель может привлекать к сделке дополнительные источники финансовых средств (через банки, страховые компании, инвестиционные фонды и т. п.).

## Официальный лизинговый оператор
Особым типом лизингодателя является официальный лизинговый оператор (дилер). Это официальный поставщик специализированной техники, транспорта и оборудования напрямую конечному потребителю или через лизинговую компанию. Официальный лизинговый оператор сотрудничает с производителями (дочерними представительствами) техники премиум-класса в рамках операторского (дилерского) соглашения.
Для лизинговой компании официальный лизинговый оператор выступает в роли:
- официального сертифицированного поставщика;
- агента (поставляет потребителей лизинга — клиентов);
- страхового агента и агента-ликвидатора (ликвидация техники освободившейся от финансовой аренды).

Для потребителей лизинга официальный лизинговый оператор выступает в роли:
- официального сертифицированного поставщика;
- лизингового брокера (подбирает лизинговую компанию, максимально соответствующую требованиям клиента, исходя из потребностей и возможностей клиента);
- консультанта по оптимизации парка техники для комплектования объекта клиента;
- консультанта по повышению эффективности процессов в компании, связанных с использованием техники.

## Законодательство
Права и обязанности лизингодателя в РФ регулируются договором, Федеральным законом «О финансовой аренде (лизинге)», Налоговым кодексом РФ, Гражданским кодексом РФ и др., на Украине — законом «О финансовом лизинге» и рядом других, в Узбекистане, в частности, главой 34 Гражданского кодекса УЗ. В международных сделках действует Конвенция УНИДРУ о международном финансовом лизинге.
В соответствии с российским законодательством, лизингодатель может быть нерезидентом Российской Федерации.